# Trümmerbahn Stettin
| Trümmerbahn Stettin                                    | Trümmerbahn Stettin |
| ------------------------------------------------------ | ------------------- |
| Plac Odrodzenia, ehemaliger Startpunkt der Trümmerbahn |                     |
| Streckenlänge:                                         | ~3,6 km             |
| Spurweite:                                             | unbekannt           |
|                                                        |                     |

Die Trümmerbahn Stettin war eine für die Beseitigung der Trümmer aus den bei den alliierten Luftangriffen getroffenen innenstädtischen Gebieten errichtete Feldbahn. Betrieben wurde die Bahn von der neuen polnischen Regierung der Stadt Stettin.

## Geschichte
Die schmalspurige und ca. 3,6 km lange Strecke wurde 1946 in Betrieb genommen und führte von dem Plac Odrodzenia (Friedrich-Karl-Platz) über die Ulica Armii Czerwonej (Arndtstraße, heute Ulica Monte Cassino), Ulica Edwarda Wyspiańskiego (Niebuhrstraße) und Aleja Juliana Fałata (Goetheweg) zu den in der deutschen Zeit unbenannten Seen (heute Syrenie Stawy) im Jan-Kasprowicz-Park (Quistorppark).
Für den Betrieb standen vier Züge zur Verfügung. Die Trümmermengen wurden auf die Wiesen neben den Seen gekippt oder zur Befestigung der Parkwege verwendet. Nach der Enttrümmerung wurde die Bahn Ende der 1940er Jahre abgebaut.